# آروج
آروج (به لاتین: Aruj) یک منطقهٔ مسکونی در افغانستان است که در کوهستانات واقع شده‌است.